# Tirbanibulina
La tirbanibulina, comercializada bajo la marca Klisyri, es un medicamento utilizado para tratar la queratosis actínica de la cara o el cuero cabelludo .  Se utiliza durante cinco días en la enfermedad leve y se reevalúa al cabo de 8 semanas . Se aplica sobre la piel .
Entre los efectos secundarios habituales se incluyen reacciones cutáneas locales, picor y dolor en la piel . Otros efectos secundarios pueden incluir úlceras cutáneas  .  Existe preocupación por los daños causados por su uso durante el embarazo en otros animales; sin embargo, no está clara su seguridad en el embarazo humano . Es un inhibidor de los microtúbulos .
La tirbanibulina fue aprobada para uso médico en los Estados Unidos en 2020 y en Europa en 2021  . En el Reino Unido, un ciclo de tratamiento cuesta al NHS unas 60 libras esterlinas a partir de 2022 . Esta cantidad en los Estados Unidos cuesta unos 1.000 dólares estadounidenses .